# ジョン・ブレッキンリッジ (司法長官)

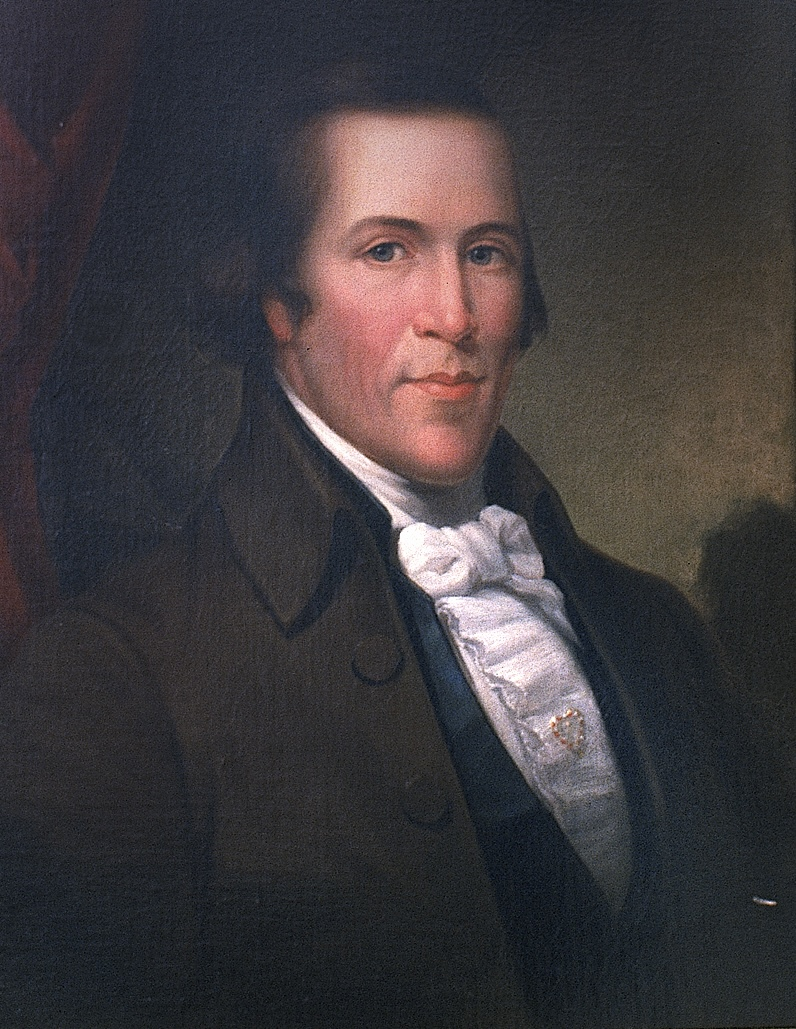
ジョン・ブレッキンリッジ

ジョン・ブレッキンリッジ（John Breckinridge, 1760年12月2日 - 1806年12月14日）は、アメリカ合衆国の政治家。1805年から1806年まで第5代アメリカ合衆国司法長官を務めた。彼は第14代副大統領ジョン・C・ブレッキンリッジの祖父である。

## 生い立ち
1760年12月2日、ブレッキンリッジはバージニア植民地ストーントン近郊において、ロバート・プレストン・ブレッキンリッジ (Robert Preston Breckinridge, 1716-1772) とレティシア・プレストン (Letitia Preston, 1728-1797) の息子として誕生した。ブレッキンリッジはオーガスタ・アカデミー（現在のワシントン・アンド・リー大学）で学び、1782年にウィリアム・アンド・メアリー大学で学士号を取得した。

## バージニアでの生活
1780年、ブレッキンリッジはバージニア州下院議員に立候補し、当選を果たした。しかしながらブレッキンリッジは当時19歳の学生であったため、若すぎるという理由で着任の許諾を得られなかった。ブレッキンリッジは1781年にも選出されたが拒否され、1782年の3度目の選出でようやく着任の許諾を得ることに成功した。
ブレッキンリッジはアメリカ独立戦争においてバージニア民兵に参加した。その後ブレッキンリッジはジョージ・ワイスの下で法律を学び、1785年に弁護士として認可を受けた。ブレッキンリッジはシャーロッツヴィルで弁護士業を開業した。1792年、ブレッキンリッジは民主党の支援を受け、アメリカ合衆国下院議員に選出された。しかしながら第1会期が開始する前に辞任した。

## ケンタッキー州での政治
1793年、ブレッキンリッジはケンタッキー州レキシントンに移り住み、弁護士業を開業した。ブレッキンリッジは10平方キロメートルの土地を購入し、馬の繁殖施設を建設した（キャッスルトン・ファーム）。1794年、ブレッキンリッジはアメリカ合衆国上院議員に立候補したが、州議会での投票で敗れた。1795年、ブレッキンリッジはケンタッキー州検事総長に任命され、1797年に辞任するまで同職を務めた。ブレッキンリッジは1797年にケンタッキー州下院議員に選出され、1798年から1800年まで同職を2年務めた。またブレッキンリッジは1799年から1800年まで下院議長も務めた。

## 合衆国政府での政治
1799年、ブレッキンリッジはケンタッキー州憲法制定会議の代表を務めた。1800年、ブレッキンリッジは民主共和党からアメリカ合衆国上院議員に当選した。ブレッキンリッジは1801年3月4日に着任した。
1805年8月7日、ブレッキンリッジはトーマス・ジェファーソン大統領から司法長官に任命され、上院議員を辞任した。ブレッキンリッジはジェファーソン大統領の有力な相談役として働いた。ケンタッキー・バージニア決議をめぐる論争ではジェファーソンを後援した。
司法長官在任中の1806年12月14日、ブレッキンリッジはレキシントン近郊で死去した。ブレッキンリッジの遺体はレキシントン市内のレキシントン墓地に埋葬された。

## 家族
1785年6月26日、ブレッキンリッジはバージニア州バッキンガム郡においてメアリー・ホプキンズ・キャベル (Mary Hopkins Cabell, 1769-1858) と結婚した。2人の間には以下の子供が生まれた。
- レティシア・プレストン・ブレッキンリッジ (Letitia Preston Breckinridge, 1786-1831)
- ジョン・キャベル・ブレッキンリッジ (Joseph Cabell Breckinridge, 1788-1823)
- メアリー・H・ブレッキンリッジ (Mary H Breckinridge, 1794-1794)
- ロバート・H・ブレッキンリッジ (Robert H Breckinridge, 1794-1794)
- メアリー・アン・ブレッキンリッジ (Mary Anne Breckinridge, 1795-1816)
- ジョン・ブレッキンリッジ (John Breckinridge, 1797-1841)
- ロバート・ジェファーソン・ブレッキンリッジ (Robert Jefferson Breckinridge, 1800-1871)
- ウィリアム・ルイス・ブレッキンリッジ (William Lewis Breckinridge, 1803-1876)
- ジェイムズ・モンロー・ブレッキンリッジ (James Monroe Breckinridge, 1806-1820)